# Georgia Aquarium
O Georgia Aquarium (ou Aquário da Geórgia) é o maior aquário dos Estados Unidos e o quarto maior do mundo , com mais de trinta mil metros cúbicos (30 milhões de litros) de água doce e salgada. Está localizado em Atlanta, na Geórgia.
Foi financiado principalmente com uma doação de 250 milhões de dólares de Bernie Marcus, o fundador da Home Depot e construído em um terreno de 8,1 hectares ao norte do Centennial Olympic Park, no centro da cidade. O acesso ao público em geral aconteceu no dia 23 de novembro de 2005.
Conta com mais de 100 mil animais, talvez 120 mil, de 500 espécies diferentes, a maioria vinda de Taiwan, e entre elas diferentes espécies de peixes, focas, pinguins, moluscos, estrelas-do-mar, cavalos-marinhos.
Um dos destaques é o River Scout, local onde se encontram diversas espécias de peixes amazônicos, dentre eles pirarucus, pacus, tambaquis, peixes elétricos e pintados, entre outros.
Mas a maior e mais procurada atração do Aquário da Geórgia é o Ocean Voyager, que apresenta mais de 60 mil peixes em um tanque de quase 20 milhões de litros d'água, protegidos por mais de meio metro de acrílico. Além de contar com várias espécies, como garoupas, tubarões e arraias, o tanque ainda conta com dois tubarões-baleia (Whale Shark)  e duas baleias-brancas.
Além desses, apresenta tanques interativos, nos quais os visitantes podem tocar em estrelas-do-mar, camarões, arraias e tubarões, entre outras espécies.

## Curiosidades
- O Georgia Aquarium apareceu no filme A Última Música, estrelado por Miley Cyrus e seu marido, Liam Hemsworth.

## Galeria

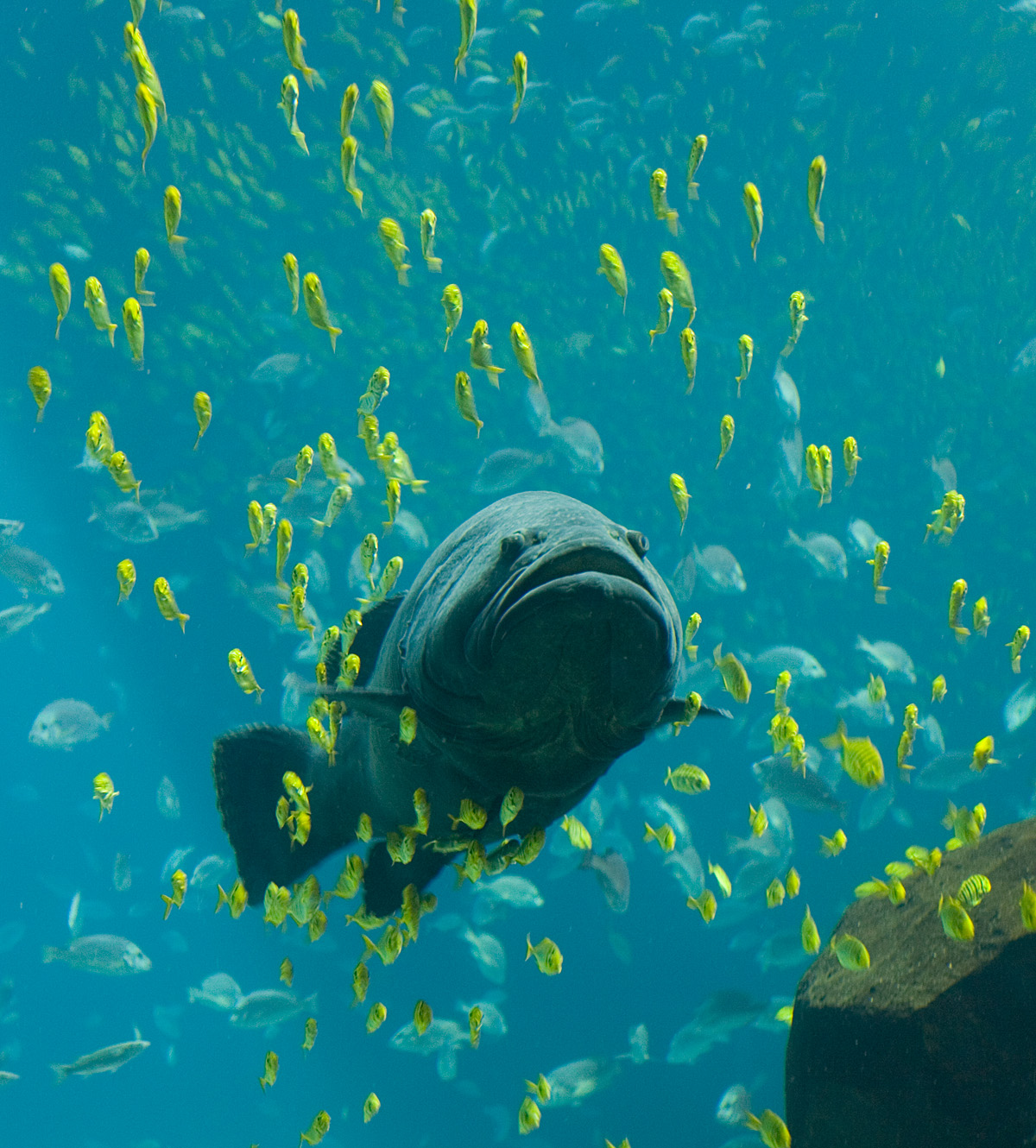
Mero gigante
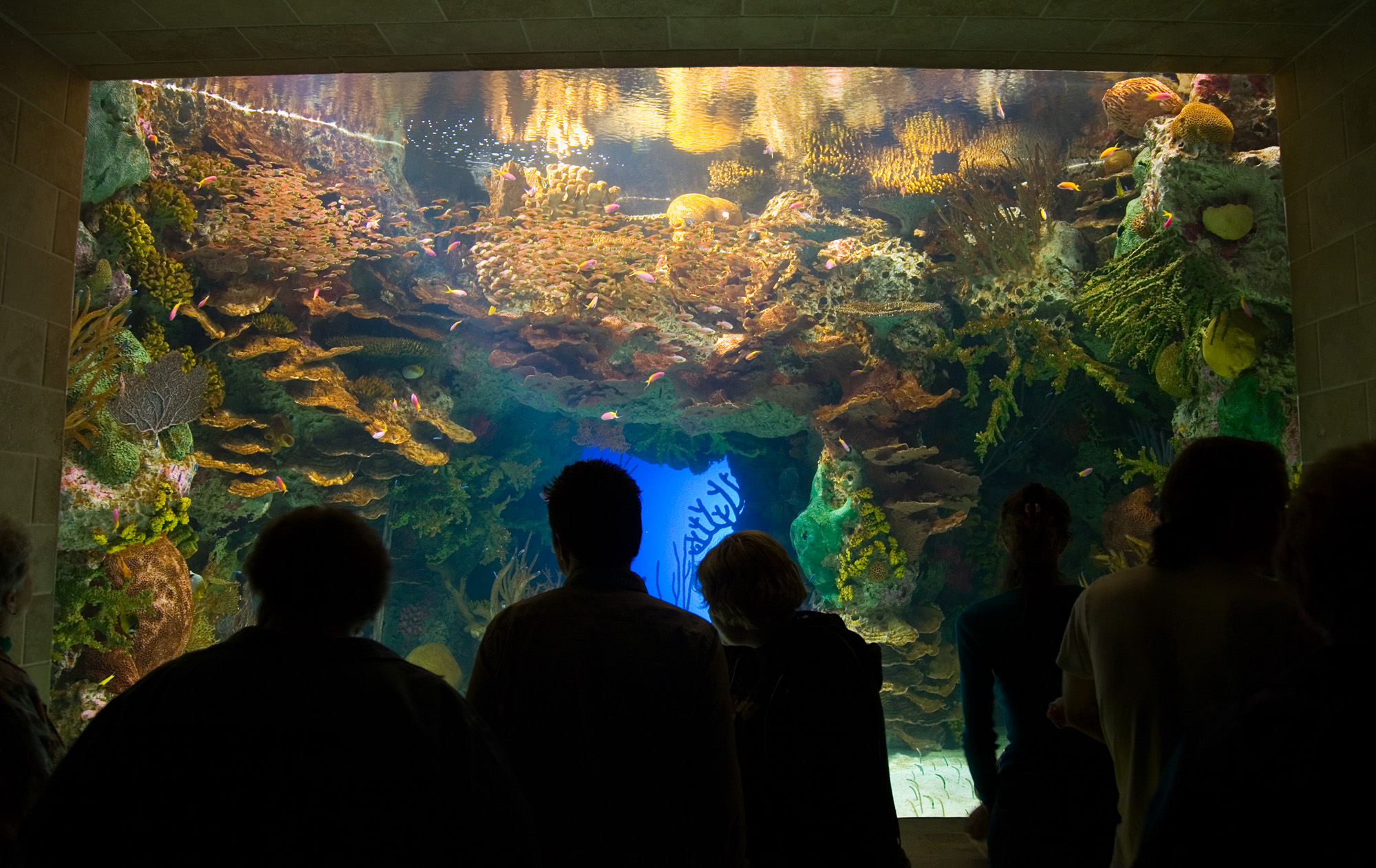
Tanque de peixes tropicais
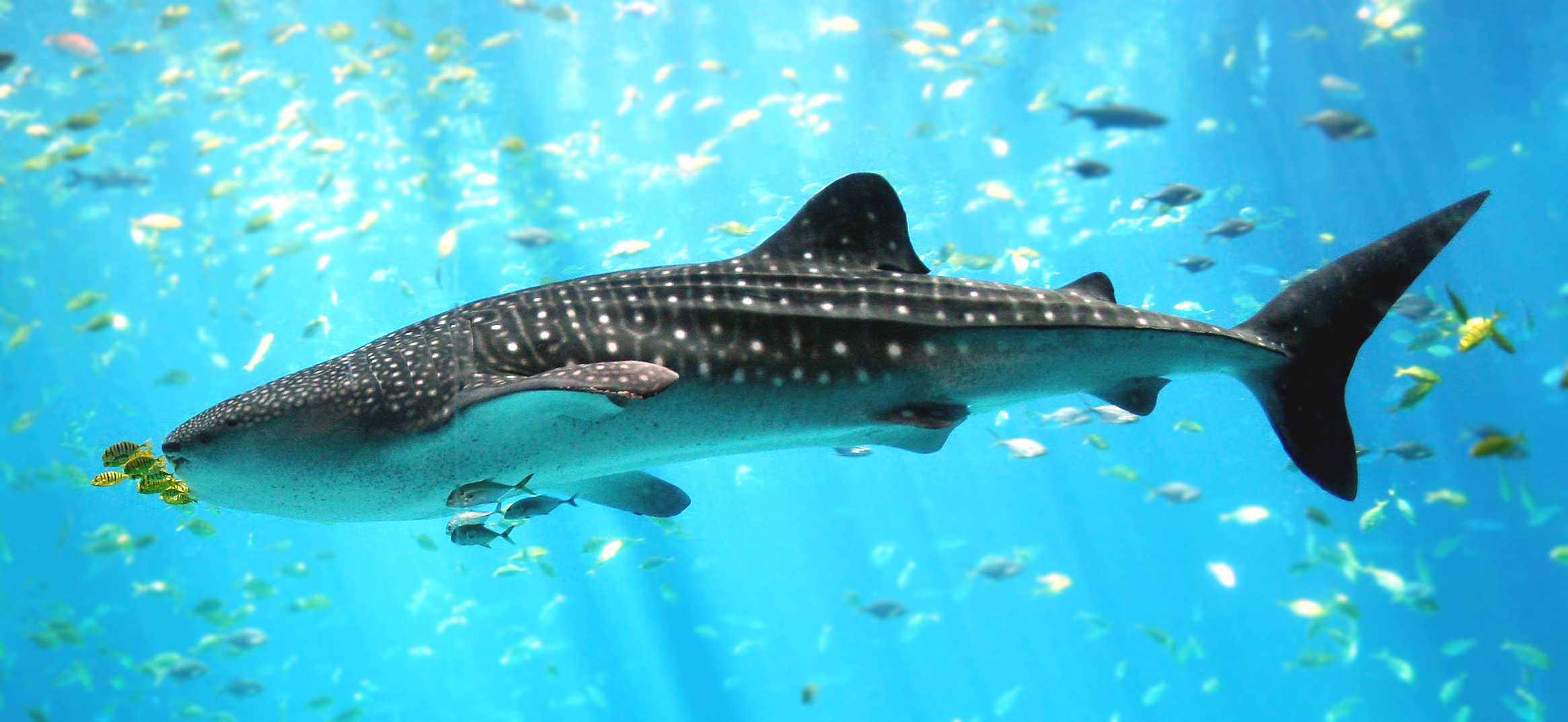
Tubarão-baleia
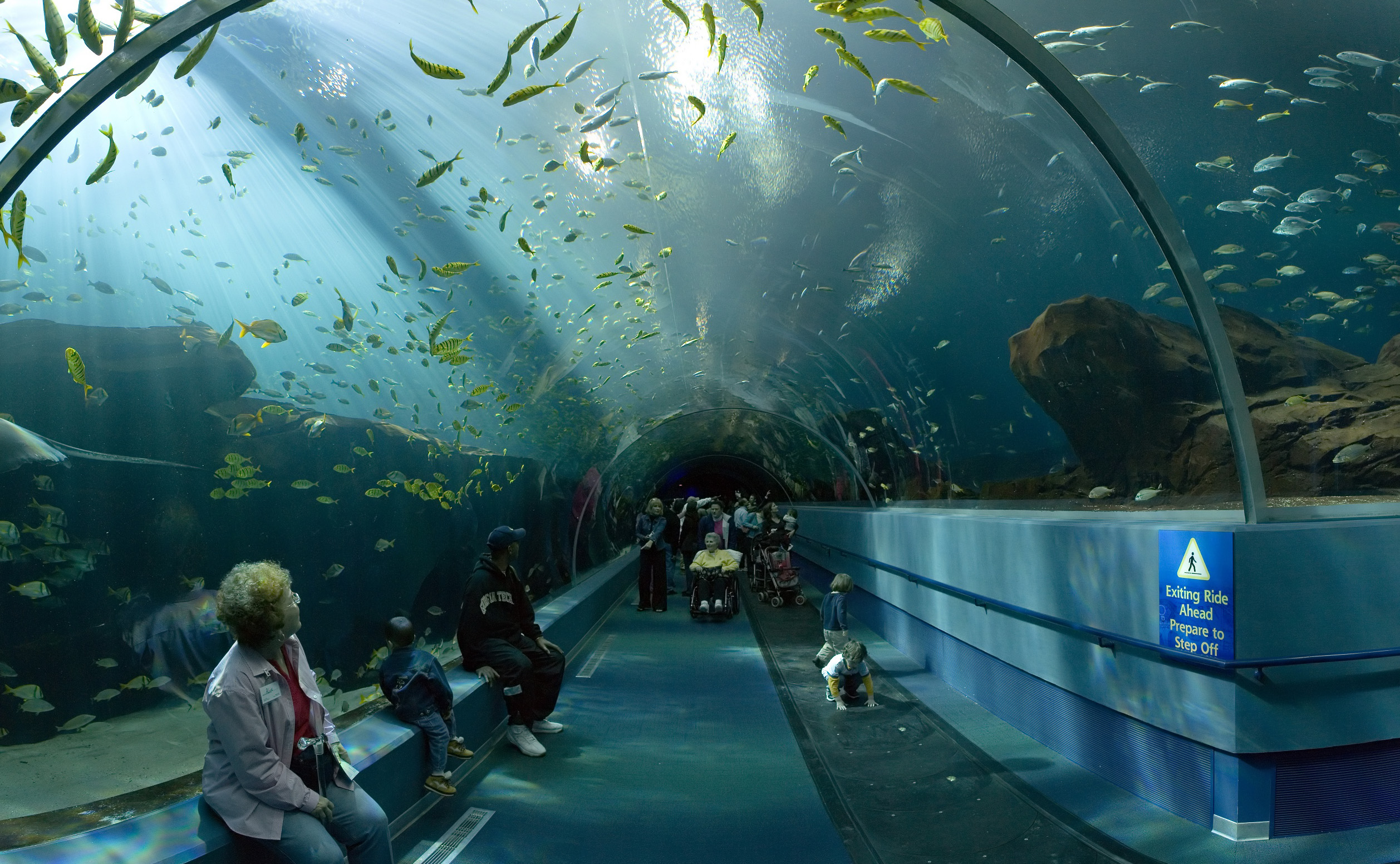
Túnel Viajantes do Oceano
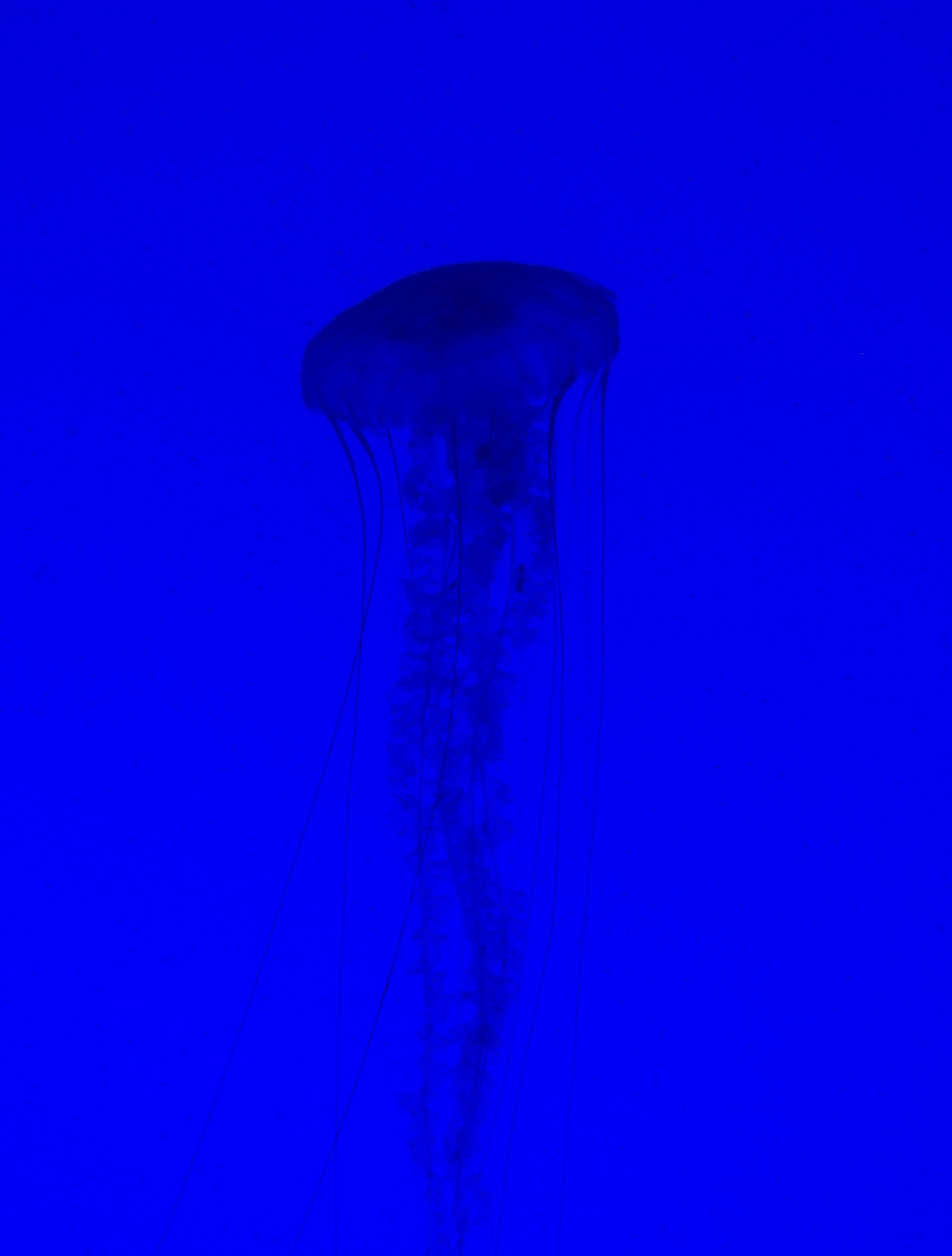
Medusa
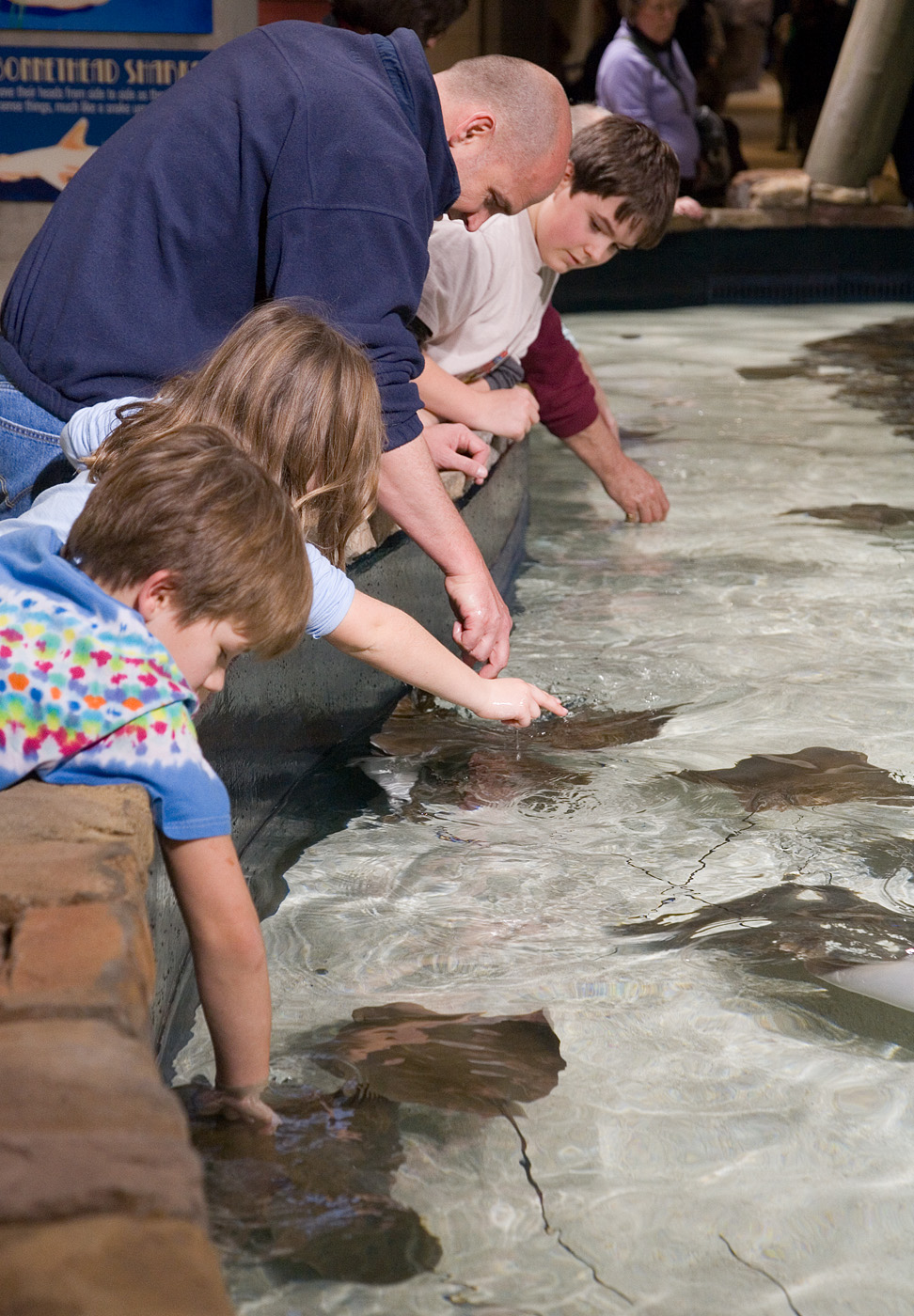
Tanque interativo
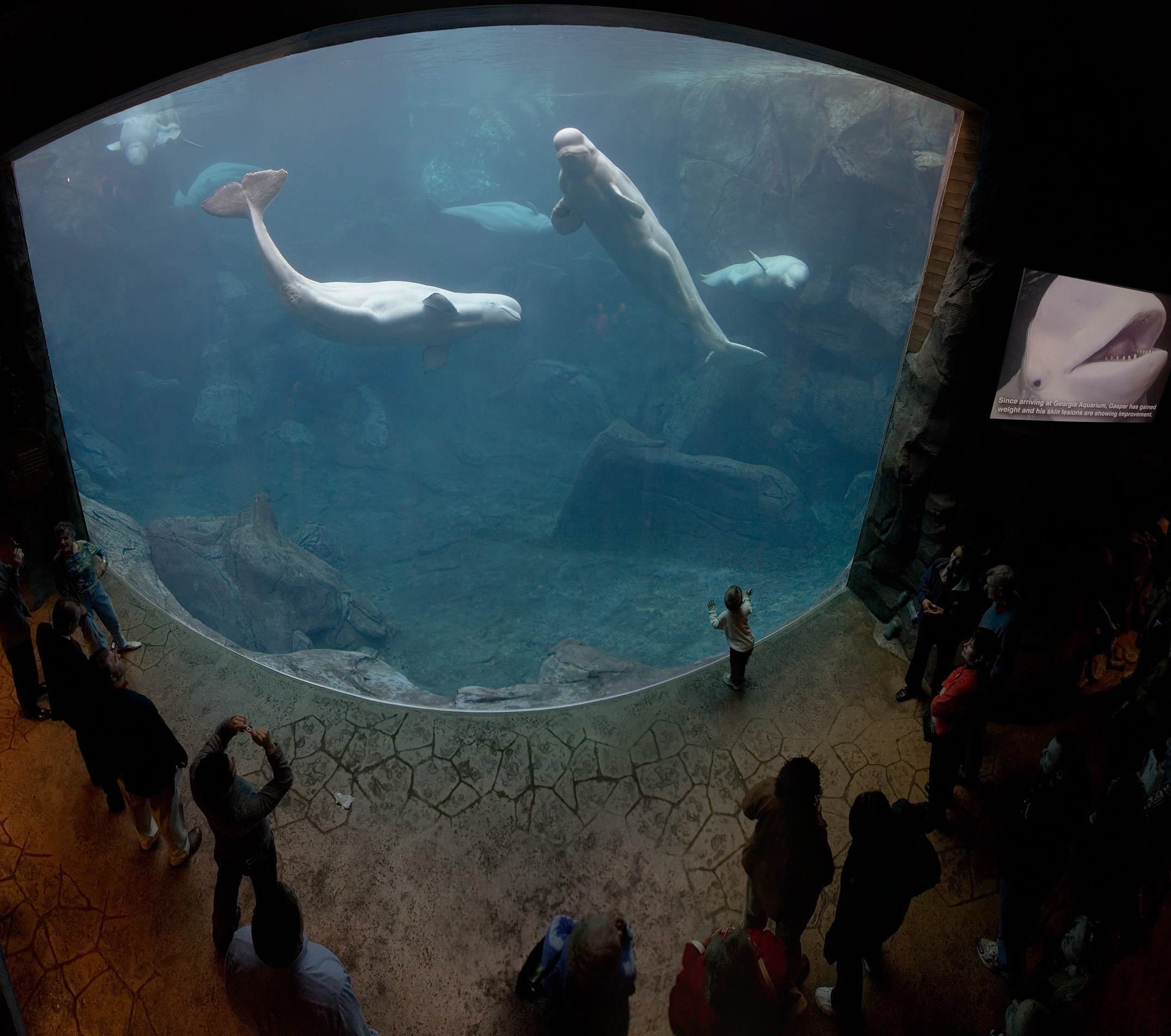
Baleias-brancas
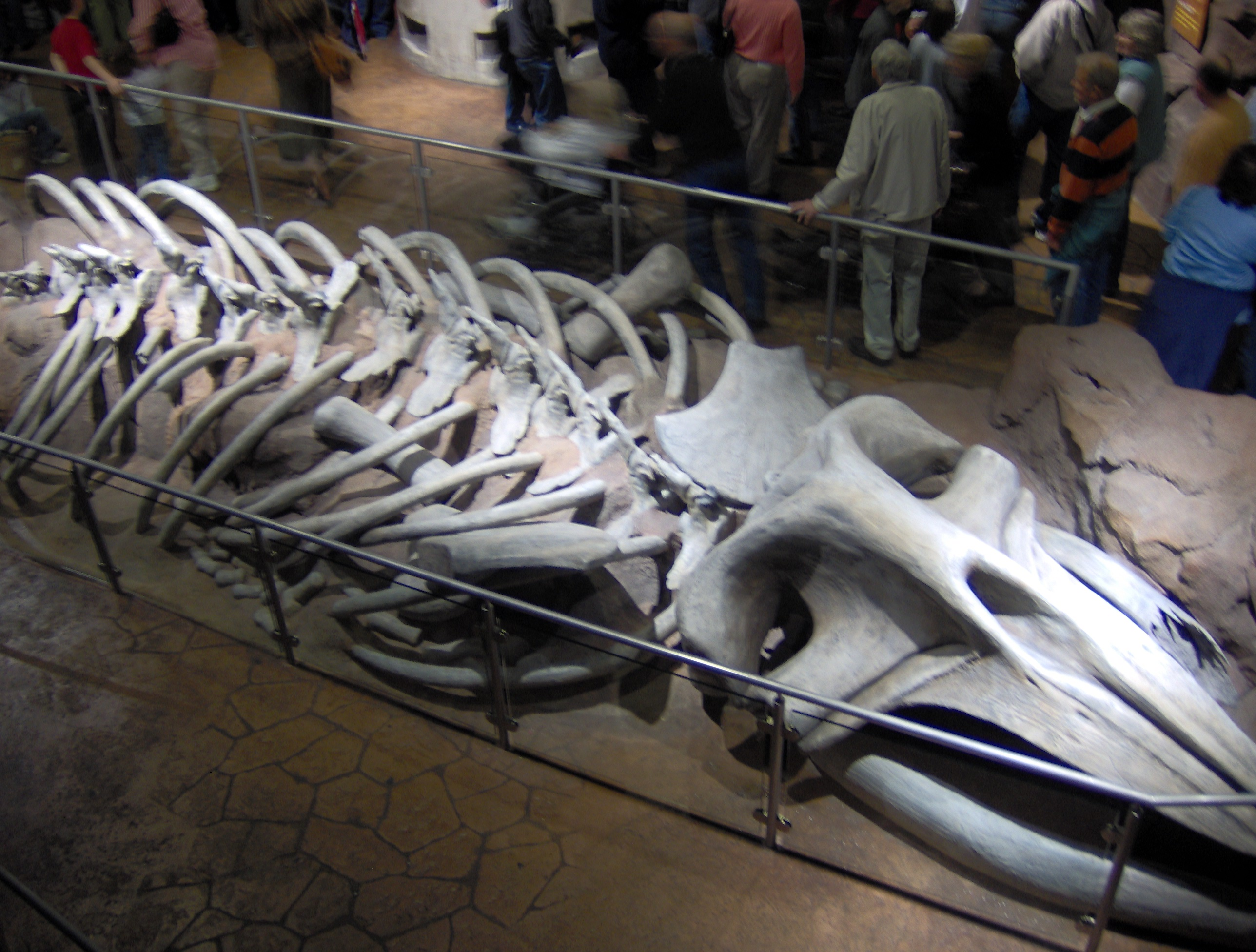
Réplica de esqueleto